# Techno-Classica

Logo der Techno-Classica

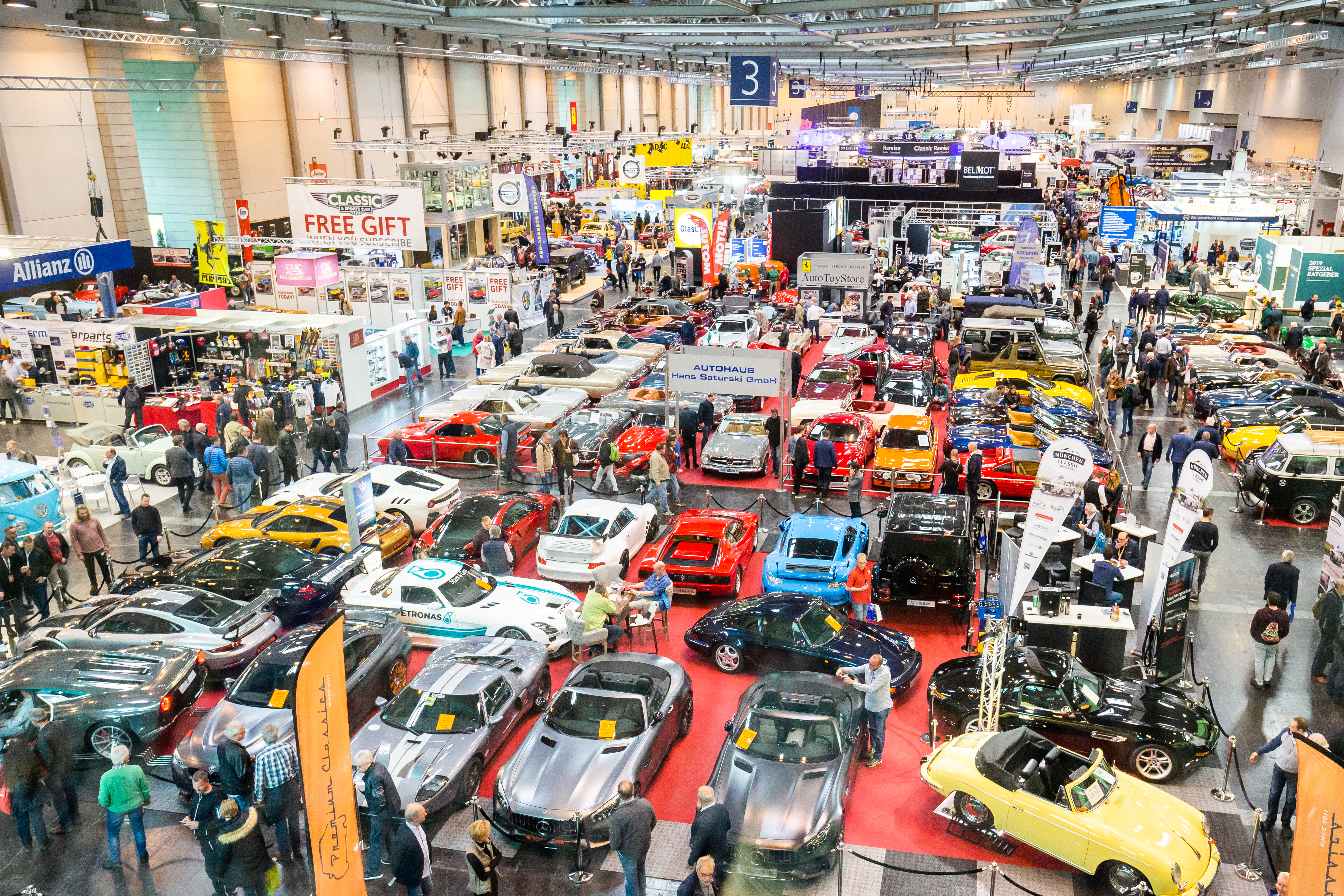
Blick in die Halle 3 während der Techno-Classica 2019

Die Techno-Classica war eine Verbrauchermesse mit bis zu 200.000 Besuchern und mehr als 1250 Ausstellern die größte Oldtimermesse der Welt. Sie findet seit 1989 jährlich im Frühjahr in der Messe Essen statt.

## Veranstaltungsausrichtung
Die Techno-Classica bot ein breites Forum für das gesamte Umfeld der motorisierten Automobil-, Motorrad- und auch Nutzfahrzeuggeschichte, der Pflege des und dem Sport mit dem historischen Fahrzeug. Den Kern bildeten die Stände der europäischen Großserienhersteller, die hier oft die Bestände ihrer konzerneigenen Museen ausstellen. Ergänzt wurde dies durch viele markengebundenen Vereine und Interessengemeinschaften, die auch kleine oder bereits erloschene Marken repräsentierten. 
2014 wurden mehr als 2500 Fahrzeuge aus der ganzen Welt von Auktionshäusern, Klassikhändlern und Privatleuten zum Verkauf angeboten. Außerdem waren dort Hersteller von Ersatzteilen, Werkzeugen und Wartungsprodukten, sowie Restaurationsbetriebe vertreten. Genauso wurden bei der Techno-Classica auch andere Waren rund um Oldtimer wie Modellautos, Bücher oder auch alte Emailleschilder angeboten.
Des Weiteren bot die Techno-Classica zahlreichen Oldtimervereinen, Interessengemeinschaften und Veranstaltern ein großes Präsentations-Forum. In gesonderten Ausstellungsbereichen waren Rennwagen und Rennmotorräder aus verschiedenen Epochen zu sehen. Darüber hinaus fanden jedes Jahr Sonderschauen statt, zum Beispiel 2014 eine einzigartige Präsentation von Automobilen der italienischen Design-Schmiede Zagato.
Insgesamt wurden 120.000 m² Ausstellungsfläche belegt, die sich auf 10 Hallen und 4 Freigelände verteilten.
Die schönsten Fahrzeuge und die am besten gelungenen Clubpräsentationen wurden jedes Jahr im Verlauf der Veranstaltung ausgezeichnet.
Im September 2024 wurde angekündigt, dass 2025 die letzte Techno Classica in Essen stattfinden würde. Der Konkurrent Retro Classics, der seit 2001 in Stuttgart eine ähnliche Oldtimermesse veranstaltete, würde ab 2026 zusätzlich zu seiner Stuttgarter Messe die Retro Classics Essen veranstalten. Die letzte Techno Classica in Essen fand vom 9. bis zum 13. April 2025 statt.